# Rintelen (Adelsgeschlecht)

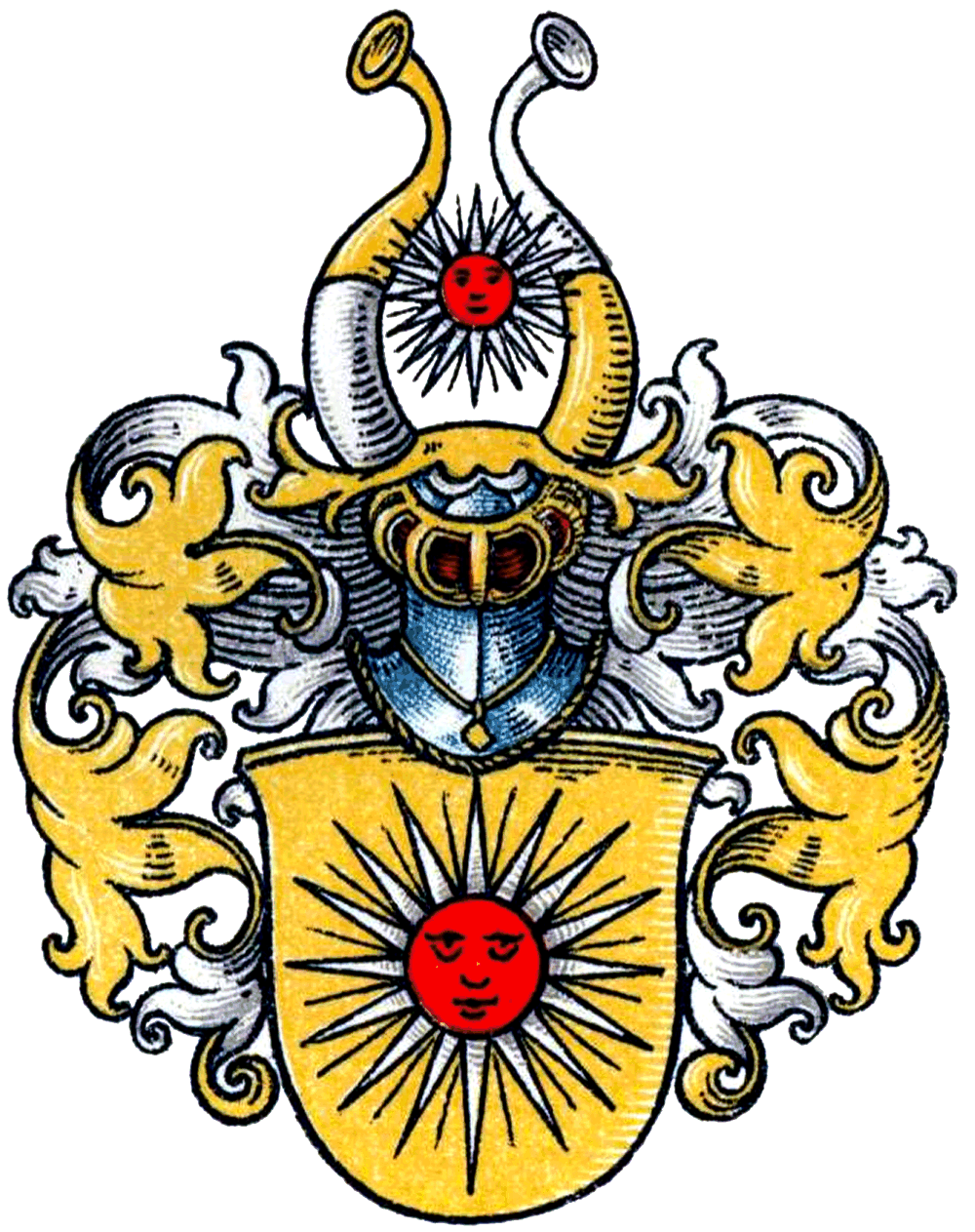
Wappen derer von Rintelen
im Wappenbuch des Westfälischen Adels

Rintelen ist der Name eines Herforder Ratsgeschlechts, dessen Stammreihe mit Albert von Rintelen beginnt, Ratsherr und Bürgermeister der Altstadt Herford, in den Jahren 1303 bis 1317 urkundlich erwähnt.

## Adelserhebung
Erhebung in den preußischen erblichen Adelsstand am 16. Juni 1913 in Berlin mit Diplom vom 27. Mai 1914 für den damaligen königlich preußischen Generalmajor z.D. Wilhelm Rintelen. Dieser war der Sohn von Viktor Rintelen und Enkel von Wilhelm Rintelen.

## Wappen (1914)
In Blau eine strahlende gebildete goldene Sonne (Stammwappen, Siegel aus dem Jahr 1366) über einem quer liegenden abwärts flammenden goldenen Feuerstrahl. Auf dem Helm mit blau-goldenen Decken die Sonne zwischen offenem blauen Flug.

## Namensträger
- Jasper von Rinteln († vor 1554) aus Herford, 1520 als „Jasp. Rintlen de Herfordia“ immatrikuliert in Köln, erwarb 1523 das Baccalaureat,[2] 1550 mehrfach als Holzgraf im Ravensberger Urbar erwähnt, lebte in Enger.[3]
- Jobst von Rintelen (* um 1503; † 1586) aus Herford, 1523 als „Jod[ocus] Ryntelen de Effordia“ immatrikuliert in Köln, erwarb 1523 das Baccalaureat,[4] Gograf und 1557 Bürgermeister von Bielefeld.[5]
- Emil von Rintelen (1897–1981), deutscher Botschafter
- Enno von Rintelen (1891–1971), deutscher General der Infanterie
- Franz von Rintelen (1878–1949), deutscher Offizier und Spion
- Fritz-Joachim von Rintelen (1898–1979), deutscher Philosoph und Hochschullehrer
- Wilhelm von Rintelen (1855–1938), preußischer Generalleutnant